# Лид-Хилл (Арканзас)
Лид-Хилл (англ. Lead Hill, Arkansas) — город, расположенный в округе Бун (штат Арканзас, США) с населением в 287 человек по статистическим данным переписи 2000 года.

## География
По данным Бюро переписи населения США город Лид-Хилл имеет общую площадь в 1,55 квадратных километров, из которых 1,29 кв. километров занимает земля и 0,26 кв. километров — вода. Площадь водных ресурсов округа составляет 16,77 % от всей его площади.
Город Лид-Хилл расположен на высоте 260 метров над уровнем моря.

## Демография
По данным переписи населения 2000 года в Лид-Хилле проживало 287 человек, 86 семей, насчитывалось 126 домашних хозяйств и 144 жилых дома. Средняя плотность населения составляла около 205 человек на один квадратный километр. Расовый состав Лид-Хилла по данным переписи распределился следующим образом: 96,86 % белых, 0,35 % — азиатов, 2,79 % — представителей смешанных рас.
Испаноговорящие составили 0,35 % от всех жителей города.
Из 126 домашних хозяйств в 28,6 % — воспитывали детей в возрасте до 18 лет, 57,1 % представляли собой совместно проживающие супружеские пары, в 10,3 % семей женщины проживали без мужей, 31,7 % не имели семей. 27,8 % от общего числа семей на момент переписи жили самостоятельно, при этом 18,3 % составили одинокие пожилые люди в возрасте 65 лет и старше. Средний размер домашнего хозяйства составил 2,28 человек, а средний размер семьи — 2,78 человек.
Население города по возрастному диапазону по данным переписи 2000 года распределилось следующим образом: 23,7 % — жители младше 18 лет, 3,8 % — между 18 и 24 годами, 24,7 % — от 25 до 44 лет, 22,0 % — от 45 до 64 лет и 25,8 % — в возрасте 65 лет и старше. Средний возраст жителей составил 43 года. На каждые 100 женщин в Лид-Хилле приходилось 90,1 мужчин, при этом на каждые сто женщин 18 лет и старше приходилось 79,5 мужчин также старше 18 лет.
Средний доход на одно домашнее хозяйство в городе составил 30 625 долларов США, а средний доход на одну семью — 32 500 долларов. При этом мужчины имели средний доход в 24 375 долларов США в год против 18 864 доллара среднегодового дохода у женщин. Доход на душу населения в городе составил 13 051 доллар в год. 9,3 % от всего числа семей в округе и 15,7 % от всей численности населения находилось на момент переписи населения за чертой бедности, при 23,4 % этом из них были моложе 18 лет и 12,8 % — в возрасте 65 лет и старше.